# 세포 치료
세포 치료(Cell therapy)는 살아있는 세포를 환자에게 직접 주입하는 치료이다. 세포 치료제(Cell therapeutics)는 세포 치료에 사용하는 살아있는 세포를 말하며, 의약품 등의 안전에 관한 규칙에서는 살아있는 자가세포, 동종세포 또는 이종세포를 체외에서 배양, 증식하거나 선별하는 등 물리적, 화학적 또는 생물학적 방법으로 조작하여 제조하는 의약품을 세포 치료제로 규정한다. 다만, 의료기관 내에서 의사가 해당 수술이나 처치 과정에서 자가세포 또는 동종세포에 안전성에 문제가 없는 최소한의 조작 (생물학적 특성이 유지되는 범위 내에서의 단순분리, 세척, 냉동, 해동 등을 말한다.)만을 하는 경우는 제외한다.

## 기원
세포 치료의 기원은 고대의 치유 관행과 수세기 동안의 과학적 탐구에 깊이 뿌리를 두고 있다. 메소포타미아, 이집트, 인도, 중국의 고대 문명은 동물과 식물의 조직을 포함한 다양한 자연 요법을 약용으로 사용했다. 이러한 초기 관행은 세포를 사용하여 질병을 치료하고 치유하는 개념의 토대를 마련했다. 또한 역사를 통해 생명체의 자연 치유와 조직 재생에 대한 관찰은 신체의 선천적인 회복 능력에 대한 통찰력을 제공하여 더 많은 과학적 탐구의 장을 마련하게 되었다.
14~16세기, 르네상스 시대는 Leonardo da Vinci(1452-1519) 와 Andreas Vesalius(1514-1564)와 같은 선구적인 인물들의 중요한 공헌으로 특징지어지는 과학적 탐구와 탐험의 부활을 일으켰다. 특히, 해부학과 생리학에서의 그들의 연구는 인체의 구조와 기능에 대한 더 깊은 이해를 촉진하면서, 의학의 미래 발전을 위한 기초를 마련했다. 이러한 발전들은 현대 세포생물학의 출현과 더불어 세포 과정(Cellular processes)의 연구를 위한 길을 닦았다.
17세기에 들어서, 현미경의 발명으로 과학자들은 처음으로 세포와 미생물을 관찰 할 수 있었다. Antonie van Leeuwenhoek(1632-1723) 와 Robert Hooke(1635-1703)의 현미경 발견은 세포 수준에서의 생물의 구조와 기능에 대해 전례없는 통찰력을 제공하였고, 그 후 19세기 Matthias Schleiden(1804-1881) 와 Theodor Schwann(1810-1882)의 세포 이론 공식화는 모든 생물이 세포로 구성되어 있으며 구조와 기능의 기본단위임을 확립함으로써 생물학 분야에 혁명을 일으키게 되었다.
1939년 재생불량성 빈혈 환자에게 인간의 골수를 처음 수혈했다. 제 2차 세계대전 후 연구자들은 원자폭탄이 만들어내는 방사선에 노출되어 생긴 재생불능증 환자들의 골수 기능을 회복시키기 위해 열심히 노력하였다. 그들은 10년 동안의 연구 끝에 재생불능증을 골수 치료로 극복 할 수 있다는 것을 마우스 모델로 보여줄 수 있었다.
1956년, 현재의 프로토콜로도 이어지는 최초의 동종(allogenic) 조혈줄기세포 이식(Hematopoietic stem cell transplantation)은 Dr. E. Donnall Thomas(1920-2012) 와 그의 팀이 수행하여 New England Journal of Medicine에 발표하였다. 이 연구에서는 6명의 환자가 방사선과 화학 요법으로 치료를 받은 후 정상 기증자로부터 골수가 풍부한 줄기세포를 정맥 주사하여 손상되거나 결함이 있는 세포를 복구함을 확인하였다.
이후 세포치료의 분야는 다양한 질병과 질환에 대한 새롭고 효과적인 치료법을 제공하면서 의료계를 변화 시킬 수 있는 엄청난 잠재력을 가지고 있다.

## 종류
세포 치료제는 분화여부에 따라 체세포 치료제(Somatic cell therapeutics)이며, 줄기세포 치료제(Stem cell therapeutics)로 구분할 수 있다. 또한, 기원(자가, 동종, 이종세포 치료제) 및 최종세포(면역세포, 심근세포 등)의 종류에 따라 구분 될 수도 있다. 그러나, 산업적으로는 분화된 세포와 미분화된 줄기세포의 구분이 쉽지않으며 현행법(약사법)상의 분류에서도 체세포치료제와 줄기세포치료제를 구분하지 않고 세포치료제로 통칭한다.

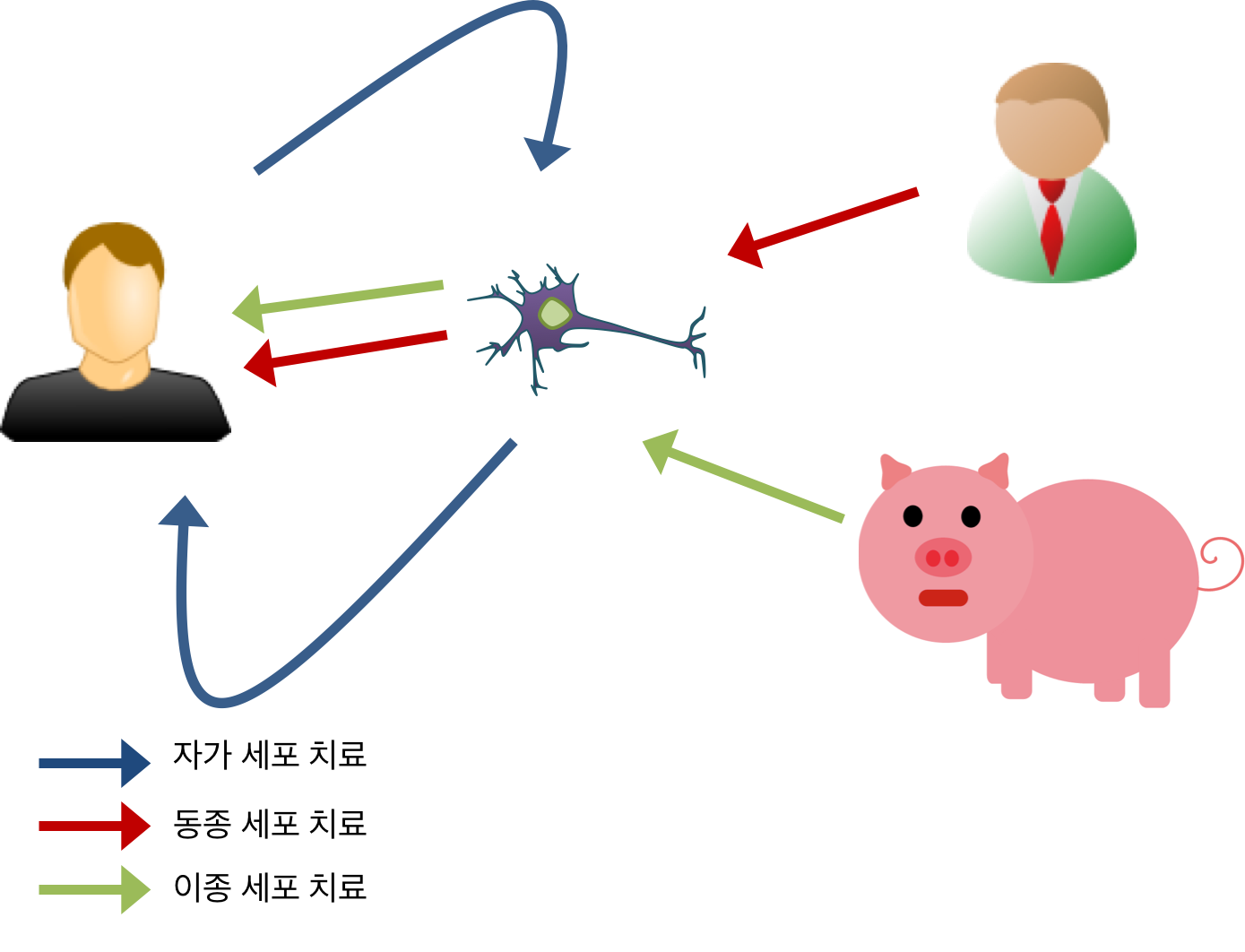
기원에 따른 세포 치료제의 구분

줄기세포 치료제 종류

### *조혈모세포 이식
조혈모세포 이식은 보통 골수, 말초혈액, 제대혈로부터 기인하는 다능성 조혈모세포의 이식이다.

### *배아줄기세포
인간 배아줄기세포(Embryonic stem cell)는 세포의 기원에 따른 윤리 및 법적 논란이 많으며, 국가에 따라 규제도 서로 다르다. 그럼에도 배아줄기세포는 태반외 모든 세포가 될 수 있는 Pluripotency(만능성)이라는 성질을 가지기에, 당뇨(Diabetes) 나 파킨슨씨병(Parkinson's disease)과 같은 많은 질병의 치료 가능성을 가진다. 그렇기에 이를 치료제로 사용하기 위한 연구가 진행되고 있다.

### *신경줄기세포
신경줄기세포(Neural stem cell)는 신경계통의 다양한 종류의 세포로 분화할 수 있는 세포이다. 그렇기에 신경계에서 손상된 부위에 이식되어 신경학적 손상 및 질환을 치료할 수 있다. 대표적으로 헌팅턴질병(Huntington's disease), 파킨슨씨병과 같은 신경질환(Neuronal disorder)의 치료를 목적으로 많은 연구가 진행되고 있다.

### *중간엽줄기세포
중간엽줄기세포(Mesenchymal stem cell)는 면역기능을 조절할 수 있는 기능을 가지고 있으면서 다분화능(Multipotency)과 빠른 증식속도를 갖고 있다. 그렇기 때문에 뼈나 연골의 재생이나 면역기능조절치료, 심근재생 등에 적용할 수 있다.
골형성부전증(Osteogenesis imperfecta, OI)환자의 치료에 중간엽줄기세포를 통한 시도가 있었다. Horwitz는 환자와 사람의 조직 적합성 항원 (Human leukocyte antigen, HLA)이 일치하는 환자의 형제로부터 골수세포를 얻어 이식하였다. 그 결과 중간엽줄기세포는 정상적인 조골세포(Osteoblast)로 분화하였고, 골형성부전증의 특성이 보이지 않는 뼈를 빠르게 생성하였다. 최근에 태아의 중간엽줄기세포를 심각한 골형성부전증 환자에 이식하는 임상실험(Clinical trial)에서 성공적으로 뼈가 형성되는 것을 보였다.
골수 유래 중간엽줄기세포를 뼈와 연골, 심근세포의 재생을 목적으로 사용한 결과도 보고되었다. 심근경색증(Myocardial infarction)이 발병한 이후에 골수 유래 중간엽줄기세포를 이식한 결과 손상된 부위가 감소하고 심장의 기능이 향상되었다. 오시리스사 에서는 급성 심근경색증에 대한 치료제로 프로카이말(Prochymal)을 임상시험하고 있다. 또한 헐러 증후군 (Hurler’s Syndrome) 환자에게 조직 적합성 항원 (Human leukocyte antigen, HLA)이 일치하는 환자의 형제로부터 골수 유래 중간엽줄기세포를 얻어 이식한 임상시험에서는 신경 전도 속도(Nerve conduction velocity) 가 크게 향상되는 결과가 나타났다.
체세포 치료제
면역세포치료제
면역계 조절 및  종양세포를 공격하고자 사용되는 치료법으로, T 세포, 수지상세포, NK 세포와 밀접한 관련이 있다.
- CAR-T 세포 치료제

환자로부터 수집한 T 세포를 유전자 조작하여 특정 종양 항원에 반응하여 종양세포를 인지하는 CAR을 도입한다. 이렇게 조작된 세포를 체외 증식 후 환자에게 다시 이식을 하며, 해당 세포들을 종양세포를 특이적으로 공격한다. 따라서 암 치료(주로, 급성 B 백혈병 및 성인 B세포 백혈병)에 사용되는 세포 치료제로서 사용된다.
- NK 세포 치료제

NK세포를 분리 및 증폭하여 특정 항원 및 바이러스 감염에 특이적으로 반응하도록 활성화시킨다. 이렇게 특이적으로 활성화된 세포를 환자에게 이식하여 종양 및 감염 질환치료에 이용될 수 있다.
세포재생 및 이식 치료제
분화된 건강한 세포를 이식하는 치료제로 다양한 치료제가 존재하며, 췌도세포치료제, 피부세포치료제, 심근세포치료제, 연골세포치료제, 지방세포치료제 등이 존재한다.

## 한국의 세포 치료제 현황

### 콘드론
세원셀론텍(주)에서 개발한 자가유래 연골세포치료제로, 콘드론®(Chondron®)은 식약처에서 허가한 우리나라 최초의 세포치료제로 2000년에 허가되었다.

### 홀로덤
테고사이언스(주)에서 개발한 배양피부로서, 피부각질세포(keratinocyte)를 배양한 자가유래 피부세포치료제이다. 홀로덤®(Holoderm®)은 식약처에서 심부2도 및 3도 화상치료용으로 2001년 12월 20일에 허가되었다.

### 칼로덤
테고사이언스(주)에서 개발한 상처치유용 동종유래세포치료제로 우리나라 최초의 동종 세포치료제이다. 칼로덤®(Kaloderm®)은 심부2도화상 치료용으로 2005년 3월 20일에 허가되었고, 2010년부터는 당뇨성족부궤양에도 사용할 수 있는 상처치유용 세포치료제이다. 대한민국 신생아 1명의 포피로부터 유래한 피부각질세포를 주원료로 하여 생산하고 있으며, 허가 이후 지금(2018년 6월 기준)까지 25만개 이상 사용되었을 정도로 화상치료에 보편적으로 사용되고 있는 치료제이다.

### 큐피스템
(주)안트로젠에서 크론성누공(Crohn’s fistula) 치료제로 개발한 전문의약품이다. 이 약품은 지방줄기세포(Adipose tissue-derived stem cell) 치료제로는 최초로 허가 받은 약품으로 2012년 1월 18일 출시되었다.

### 카티스템
메디포스트(주)에서 개발한 카티스템®(CARTISTEM®)은 동종 제대혈유래 중간엽줄기세포를 주성분으로 하는 의약품으로써, 퇴행성 또는 반복적 외상으로 인한 골관절염 환자의 무릎 연골결손 치료제이다. 카티스템®은 수술적 방법 또는 관절경을 통해 병변 부위에 투여된다. 2012년 1윌 한국 식품의약품안전처로부터 판매허가를 승인받아 시술되고 있다
. 2012년 1월 18일 출시되었다.

### 하티셀그램-에이엠아이
파미셀(주)에서 개발한 하티셀그램-에이엠아이는 자기골수유래 중간엽줄기세포이다. 그러므로 이 약품은 환자 자신의 골수를 채취하여 제조된다.
2011년 7월 1일 세계 최초로 시판된 줄기세포 치료제이다.

### 뉴로나타
코아스템(주)에서 개발한 뉴로나타는 루게릭병(Amyotrophic lateral sclerosis, ALS)을 대상으로한 줄기세포치료제이다. 세계 최초의 루게릭병 줄기세포치료제로 국내에서는 네 번째로 허가받은 줄기세포치료제이다. 2014년 7월 30일 출시되었다.

### 케라힐-알로
㈜바이오솔루션에서 개발한 동종 피부 유래 각질세포 치료제로 심부 2도 화상의 재생 피화를 촉진한다. 2006년 5월 3일 시판 허가되었다.

### 이뮨셀 엘씨
㈜녹십자셀에서 개발한 간암 치료제이다. 환자의 혈액에서 면역세포를 분리하여 세포 배양을 통해 살해세포(Killer Cell)의 기능을 향상시킨 T 림프구를 주성분으로 한다. 2007년 8월 6일 시판 허가되었다.

### 크레아박스-알씨씨
제이더블유크레아젠㈜에서 개발한 수지상세포를 이용한 신장암 치료제이다. 환자의 말초혈액 단핵세포(PBMC)로부터 수지상세포를 분화시킨 후 환자에서 적출한 암세포 분쇄물을 수지상세포에 감작(sensitization)하여 활성화된 수지상세포를 환자에게 다시 투여하는 방식이다. 2007년 5월 15일 시판 허가되었다.

### 로스미르
테고사이언스㈜에서 개발한 자가 유래 섬유아세포 치료제로 중등도 이상의 비협골 고랑을 개선한다. 피부 진피층을 구성하고 있는 섬유아세포로 구성된 로스미르는 사이토카인 등의 생리활성 물질과 콜라겐 등과 같은 세포외기질을 합성하여 피부구조를 유지하고 복구한다. 2018년 1월 시판 허가되었다.

### 카티라이프
㈜바이오솔루션에서 개발한 자가연골 유래 연골세포 치료제이다. 퇴행성 또는 반복적 외상에 따른 무릎의 연골 결손 치료제로 환자에게서 채취한 조직을 연골세포로 배양시켜 연골 결손 부위에 투여하는 방식이다. 2019년 4월 24일 허가되었다.

## 작용 기작 (Mechanism of action)
세포치료의 작용기작은 사용되는 세포의 구체적인 종류와 의도된 치료 결과에 따라 달라질 수 있어 그 범위가 매우 넓다. 하지만 크게 세포치료와 관련된 일반적인 메커니즘은 4 가지로 나눌 수 있다.
1.  세포 대체(Cell Replacement) 또는 재생(Regeneration) :
세포치료의 주요 작용기전 중 하나는 체내에서 손상되거나 기능이 없는 세포를 대체하거나 재생하는 것이다. 예를 들어 만능성(Pluripotent) 또는 다능성(Multipotent) 줄기세포는 다양한 세포 유형으로 분화 할 수 있다. 이 세포는 환자에게 투여하면 손상된 조직에 통합되어 전문 세포로 분화하여 조직의 복구와 재생을 촉진한다. 현재, 척수손상, 심장질환, 퇴행성 질환 등의 질환치료로 이 메커니즘이 활용되고 있다.
2. 주변분비 신호전달(Paracrine Signaling) :
또 다른 중요한 작용기전으로는 이식된 세포가 성장인자(Growth factor), 사이토카인(Cytokine), 케모카인(Chemokine) 등의 생체 활성 분자를 분비하는 주변분비 신호전달(Paracrine Signaling)이다. 이 분자들은 주변세포와 조직에 다양한 영향을 미치며, 여기에는 세포 증식 촉진, 혈관신생(Angiognenesis), 면역조절(imumunomodulation) 등이 포함된다. 주변분비 신호전달은 중간엽줄기세포(Mesenchymal Stemcell)요법 과 다른 세포기반 치료의 치료 효과에 중요한 역할을 할 것으로 예상된다.
3. 면역조절(Immunomodulation)
조절 T 세포(regulatory T cells)와 수지상 세포(Dendritic cell)와 같은 세포 치료에 사용되는 특정 유형의 세포는 면역조절을 통해 치료 효과를 발휘하게 된다. 예를 들어, 조절 T 세포는 과도한 염증을 억제하고 자가면역(Autoimmunity)을 방지함으로써 면역 반응을 조절하는 데 도움이 된다. 수지상세포는 항원 제시(Antigen presnentation)와 면역 체계의 활성화에 관여한다. 이 세포들은 면역 반응을 조절함으로써 자가 면역 질환(autoimmune diseases), 염증 장애(inflammatory disorders), 이식 거부반응(transplant rejection)을 치료하는데 사용될 수 있다.
4. 스캐폴드 기반 접근법(Scaffold-Based Approaches) :
조직 공학 에서의 세포치료는 종종 공학적으로 만들어진 조직을 사용하거나 세포가 주입된 채로 스캐폴드의 사용을 포함한다. 이러한 스캐폴드는 세포성장, 분화 및 조직 조직화를 위한 지원적인 미세환경들을 제공한다. 이식된 세포는 스캐폴드 및 주변 조직과 상호 작용하여 조직 복구 및 재생에 기여한다. 조직 공학적 접근법은 이식을 위한 인공 피부, 연골, 뼈 및 기타 조직의 개발에 사용되고 있다.

## 같이 보기
- 줄기세포
- 타가이식술
- 이종이식
- 재생의학
- 중간엽 줄기세포
- 조혈모세포 이식